# Остров Арнгольда
О́стров Арнго́льда — остров архипелага Северная Земля. Административно относится к Таймырскому Долгано-Ненецкому району Красноярского края.

## Расположение
Расположен в центральной части архипелага на расстоянии 2,7 километра к востоку от острова Октябрьской Революции. Чуть севернее острова Арнгольда находится совсем небольшой остров — Пирожок.

## Описание
Имеет неровную вытянутую с юга на север вдоль побережья острова Октябрьской Революции форму длиной 5,6 и шириной до 3,35 километров в широкой северной части. Берега неровные, пологие. На севере острова — небольшой залив. На острове находятся три возвышенности, самая крупная из них — скала в северо-восточной части, имеет 43 метра в высоту, на ней расположен геодезический пункт. Высота южной части острова достигает 35 метров. По всей территории разбросаны каменистые россыпи. У северного и восточного побережья — участки песчаника. Глубина моря у самого побережья острова — 10 метров, резко повышается и уже в полутора километрах доходит до 100 метров. Глубина пролива, отделяющая остров Арнгольда от острова Октябрьской Революции — до 74 метров.

## История
Остров был открыт экспедицией Бориса Вилькицкого в 1913 году и ошибочно принят за полуостров острова Октябрьской Революции. Назван в честь судового врача ледокольного теплохода «Вайгач» Эдуарда-Николая Егоровича Арнгольда (1870—1920), занимавшегося вместе с Л. М. Старокадомским на Северной Земле сбором биологических коллекций. Побывавшая здесь в начале 1930-х годов экспедиция Николая Урванцева установила, что полуостров является на самом деле островом, однако переименовывать его не стали.